# Viscount Torrington

Wappen der Viscounts Torrington

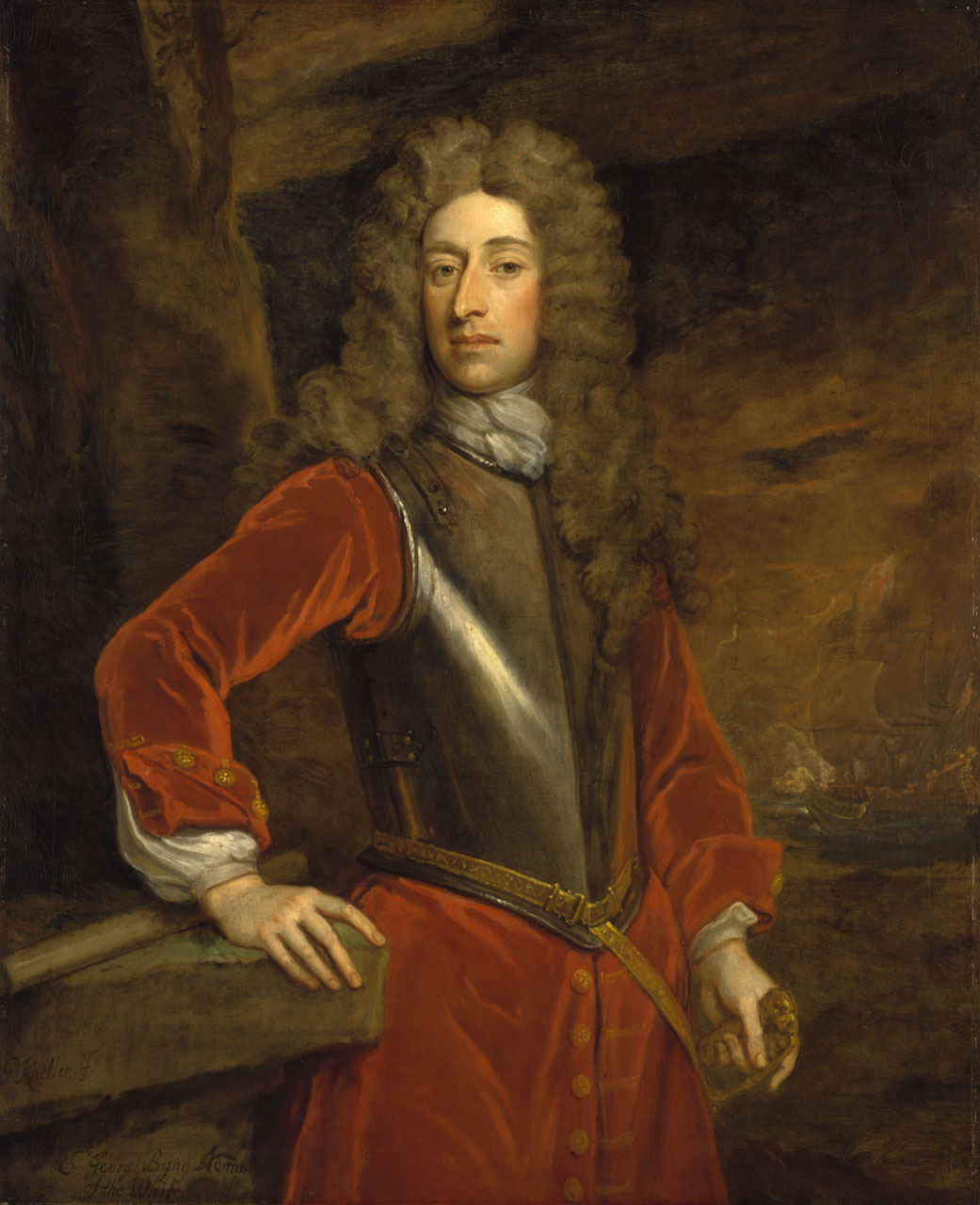
George Byng, 1. Viscount Torrington

Viscount Torrington, in the County of Devon, ist ein erblicher britischer Adelstitel in der Peerage of Great Britain.
Familiensitz der Viscounts ist Great Hunts Place bei Winchester in Hampshire.

## Verleihung
Der Titel wurde am 21. September 1721 für den Admiral und Seehelden Sir George Byng, 1. Baronet, geschaffen. Dieser hatte 1718 im Krieg der Quadrupelallianz die spanische Flotte im Mittelmeer besiegt. Er war seit 1705 Abgeordneter im House of Commons und wurde 1727 Erster Lord der Admiralität.

## Nachgeordnete Titel
Zusammen mit dem Viscounttitel wurde der Titel Baron Byng, of Southill in the County of Bedford, verliehen, der ebenfalls zur Peerage of Great Britain gehörte. Bereits am 15. November 1715 war George Byng in der Baronetage of Great Britain zum Baronet, of Wrotham in the County of Kent, erhoben worden. Beide Titel werden bis heute als nachgeordnete Titel vom jeweiligen Viscount geführt.

## Liste der Viscounts Torrington (1721)
- George Byng, 1. Viscount Torrington (1663–1733)
- Pattee Byng, 2. Viscount Torrington (1699–1747)
- George Byng, 3. Viscount Torrington (1701–1750)
- George Byng, 4. Viscount Torrington (1740–1812)
- John Byng, 5. Viscount Torrington (1742–1813)
- George Byng, 6. Viscount Torrington (1768–1831)
- George Byng, 7. Viscount Torrington (1812–1884)
- George Stanley Byng, 8. Viscount Torrington (1841–1889)
- George Master Byng, 9. Viscount Torrington (1886–1944)
- Arthur Stanley Byng, 10. Viscount Torrington (1876–1961)
- Timothy Howard St George Byng, 11. Viscount Torrington (* 1943)

Mutmaßlicher Titelerbe (Heir Presumptive) ist ein Cousin fünften Grades des jetzigen Viscounts, Colin Hugh Byng (* 1960), ein Nachkomme des fünften Viscounts. Dessen Titelerbe ist sein ältester Sohn, John Nicolas Byng (* 1990).